# Liu Shiying
Liu Shiying (* 24. September 1993 in Yantai) ist eine chinesische Leichtathletin, die sich auf den Speerwurf spezialisiert hat. 2021 wurde sie in dieser Disziplin Olympiasiegerin und 2019 gewann sie eine Silbermedaille bei Weltmeisterschaften. Zudem siegte sie bei den Asienspielen und Asienmeisterschaften und zählt damit zu den erfolgreichsten asiatischen Speerwerferinnen.

## Sportliche Laufbahn
Erste internationale Erfahrungen sammelte Liu Shiying bei den Juniorenasienmeisterschaften 2012 in Colombo, bei denen sie mit 53,02 m die Goldmedaille gewann. Damit qualifizierte sie sich für die Juniorenweltmeisterschaften in Barcelona, bei denen sie mit 59,20 m die Silbermedaille hinter der Schwedin Sofi Flink gewann. 2015 gewann sie mit 61,33 m die Goldmedaille bei den Asienmeisterschaften in Wuhan. Im Jahr darauf qualifizierte sie sich erstmals für die Olympischen Spiele in Rio de Janeiro, bei denen sie mit 57,16 m in der ersten Runde ausschied. 2017 wurde sie bei den Weltmeisterschaften in London mit 62,84 m im Finale Achte. 2018 gewann sie bei den Asienspielen in Jakarta mit 66,09 m die Goldmedaille und setzte sich damit gegen ihre Landsfrau und Asienrekordhalterin Lü Huihui durch. Bei den Weltmeisterschaften 2019 in Doha holte sie mit 65,88 m die Silbermedaille hinter der Australierin Kelsey-Lee Barber. Ihren bisher größten Erfolg feierte sie 2021 bei den Olympischen Spielen in Tokio, wo sie im Finale mit 66,34 m Gold gewann.
2022 belegte sie bei den Weltmeisterschaften in Eugene mit einer Weite von 63,25 m im Finale den vierten Platz und im Jahr darauf gewann sie bei den Asienmeisterschaften in Bangkok mit 61,51 m die Silbermedaille hinter der Japanerin Marina Saitō. Im August belegte sie bei den Weltmeisterschaften in Budapest mit 61,66 m im Finale den sechsten Platz, ehe sie bei den Asienspielen in Hangzhou mit 57,62 m Fünfte.
2020 wurde Liu chinesische Meisterin im Speerwurf.